# Svaneapoteket (København)
 For alternative betydninger, se Svaneapoteket. (Se også artikler, som begynder med Svaneapoteket)
Svaneapoteket var et af de første apoteker, der åbnede i København.
Det eksisterede fra 1660 til 1994 og var fra 1934 beliggende i en fem-etagers funktionalistisk ejendom på hjørnet af Østergade18 og Ny Østergade 2-4. Bygningen blev i 1992 opført i det danske register over fredede bygninger af Kulturarvsstyrelsen.

## Historie

### Familien Heerfordt, 1660 – 1781
Apoteket blev oprettet den 6. september 1660 af Christopher Heerfordt og lå dengang i Højbrostræde. Heerfordt, der oprindeligt var fra Ungarn havde drevet apotekerne i Nykøbing Falster og Nakskov i et par år, men de gik nu videre til to af hans svigersønner. Hans nye apotek var et af fire apoteker i København med kongeligt privilegium. De øvrige var byens ældste apotek, Løveapoteket på Amagertorv, Elefantapoteket på Købmagergade og Kong Salomons Apotek. Heerfordts søn overtog driften efter sin fars død i 1673. Han døde selv i 1691 og apoteket blev derefter drevet af hans enke Cecilie Iversdatter indtil 1721 og det blev i familien indtil 31. december 1782.

### Skiftede ejere, 1782 – 1849
Johann Andreas Mühlensteth købte apoteket i 1781 og fik samtidig tilladelse til at flytte det til en grund i Østergade. Det nye apotek åbnede i 1782. I april 1804 blev den købt af Nicolai Jørgen Stolpe.
Mühlensteth solgte i 1803 apoteket til Frederik Gerhard Voss. Lauritz Terpager Hagen blev partner i 1816 og var eneejer fra 26. marts 1819. I august 1825 skiftede apoteket igen hænder, da det blev erhvervet af Therkel Johannes Gottlob Schønberg Baagoe. Hans enke Hedvig Harlotte, født Andresen, fortsatte driften efter hans død i 1837.

### Familien Benzon, 1849 – 1967
Alfred Nicolai Bentzon erhvervede apoteket i 1849. Han etablerede Alfred Benzon A/S . Bygningen på Østergade blev i 1877 erstattet af en ny.
Alfred Bentzons to sønner, Alfred Benzon og Otto Benzon, overtog apoteket efter deres fars død i 1884. Otto Benzon døde i 1827 og Alfred Benzon døde i 1932. Niels Benzon erstattede den gamle bygning på Østergade med en ny, der stod færdig i 1934. Det er tegnet af arkitekten Bent Helweg-Møller i samarbejde med ingeniørerne C.N. Nøkkentved og Svend Friis Jespersen. 

### Senere historie
Niels Thøgersen erhvervede apoteket efter Niels Benzons død i 1967 og 31. december 1993. Den blev herefter overtaget af Sundhedsstyrelsen, men lukket den 6. februar 1994.

## I dag
Der er i dag en Bang & Olufsen-flagskibsbutik i det tidligere apotek. Ole Lynggaard Copenhagen har en forretning i Ny Østergade 4.